# Ľubomír Šatka
Ľubomír Šatka, född 2 december 1995, är en slovakisk fotbollsspelare som spelar för Lech Poznań. Han representerar även Slovakiens landslag.

## Karriär

### Tidig karriär
Šatka kom fram som en lovande talang i slovakiska FK Dubnica, han gick 2012 över till Newcastle United FC där han aldrig fick chansen i någon ligamatch. Šatka gick på lån till York City FC i League Two 2016 för att få speltid, där noterades han för sex matcher.

### Dunajská Streda
Den 9 januari 2017 vände Šatka hem till hemlandet Slovakien för en ny lånesejour, den här gången i Dunajská Streda. Efter att kontraktet gick ut med Newcastle United skrev Šatka på ett nytt 3-årskontrakt med den slovakiska klubben.

### Lech Poznań
Den 29 juni 2019 skrev Šatka på för den polska klubben Lech Poznań, han debuterade i Ekstraklasa den 17 augusti 2019 i en 0-0 match mot Arka Gdynia.